# Chylismiella pterosperma
Chylismiella pterosperma är en dunörtsväxtart som först beskrevs av Sereno Watson, och fick sitt nu gällande namn av Warren Lambert Wagner och Hoch. Chylismiella pterosperma ingår i släktet Chylismiella och familjen dunörtsväxter. Inga underarter finns listade i Catalogue of Life.